# Moka (Tochigi)
Mōka (Japans: 真岡市, Mōka-shi) is een stad in de prefectuur Tochigi op het eiland Honshu, Japan. De stad heeft een oppervlakte van 167,21 km² en had op 1 april 2009 82.997 inwoners.

## Geschiedenis
- Op 1 oktober 1954 krijgt Mōka de status van stad (shi).Eerder dat jaar, op 31 maart, worden de dorpen Naka (中村, Naka-mura), Ouchi (大内村, Ōuchi-mura) en Yamazaki (山前村, Yamazaki-mura) aan de stad toegevoegd.
- Op 23 maart 2009 werd de gemeente Ninomiya aangehecht bij de stad.

## Verkeer
Mōka ligt aan de Mōka-lijn, de enige lijn van de Mōka Spoorwegmaatschappij.
Mōka ligt aan de Kitakanto-autosnelweg en aan de autowegen 121, 294 en 408.

## Stedenbanden
Mōka heeft een stedenband met
- Douliu, Taiwan
- Glendora (Californië), Verenigde Staten

## Aangrenzende steden
- Utsunomiya
- Sakuragawa